# Чорна Олена Євстахіївна
Марія Миколаївна Чорна (10 березня 1935, село Бернадівка,  нині Тернопільського району Тернопільської області — ?) — українська радянська діячка, новатор сільськогосподарського виробництва, завідувачка тваринницьких ферм колгоспу імені Сталіна Струсівського (Теребовлянського) району Тернопільської області. Депутат Верховної Ради УРСР 5-го скликання.

## Біографія
Народилася у селянській родині. Закінчила середню школу.
Трудову діяльність розпочала робітницею спиртзаводу села Струсів. Потім завідувала сільським клубом села Лощинівки (тепер — село Бернадівка) Струсівського району Тернопільської області, обиралася секретарем комсомольської організації села.
Член КПРС з 1957 року.
З 1957 року — завідувачка тваринницьких ферм колгоспу імені Сталіна села Лощинівки Струсівського (тепер — Теребовлянського) району Тернопільської області.
Потім була головою правління колгоспу села Варваринці Теребовлянського району Тернопільської області, головним агрономом колгоспу «Паризька Комуна» села Струсів Теребовлянського району Тернопільської області.

## Нагороди
- орден «Знак Пошани» (1972)
- медалі